# Ovadia Baruch
Ovadia Baruch (hebräisch עובדיה ברוך,  1922 in Thessaloniki – 11. Februar 2010 in Hod haScharon, Israel) war ein griechischer Überlebender des Holocaust und Zeitzeuge.

## Leben
Baruch entstammt einer kinderreichen jüdischen Familie, die im Baron-Hirsch-Viertel wohnte. Seine Eltern waren Yaakov Baruch (1888–1943) und Simcha geb. Menachem (gestorben 1934). Aus dieser Ehe stammten fünf Schwestern, Lily Skapa, Aliza Lizika Baruch, Daizy Dezika Baruch, Rachel Sasson und Dora Baruch. Aus der zweiten Ehe seines Vaters mit Miryam geb. Pitchon (1888–1943) hatte er zwei Halbgeschwister, Aharon Baruch und Simcha Sunchula Baruch. Seine Schwestern und er besuchten die hebräische Schule. Am 9. April 1941 wurde die Stadt von der deutschen Wehrmacht okkupiert, ab Juni 1942 wurden die antisemitischen Rassengesetze angewandt und aus dem Wohnviertel, in dem die Familie lebte, wurde ein Ghetto. Ab Mitte März 1943 mussten die Bewohner Einbahnkarten für eine einfache Fahrt mit unbekanntem Ziel kaufen. Jeweils 100 Männer, Frauen, Kinder mussten in einen der Viehwaggons steigen, ohne Nahrung, ohne Wasser, ohne Toiletten. Am 15. März 1943 verließ der erste Transport mit rund 2600 Personen die Stadt in Richtung des KZ Auschwitz-Birkenau. Nach sieben Tagen kamen sie an und wurden von brüllenden SS-Männern aus den Waggons getrieben. Im Chaos der Ankunftsszene verlor Baruch seine Familie. Er sollte seine Eltern und Geschwister nie wieder sehen. Am 22. März 1943 wurden in den NS-Gaskammern sein Vater, seine Stiefmutter, zumindest drei seiner Schwestern und beide Halbgeschwister, darunter auch die erst zweijährige Simcha, ermordet.
Aufgrund der Sprachbarriere und der KZ-Häftlingskleidung glaubten die Griechen zuerst, sie wären in einem Irrenhaus angekommen. Baruch überstand die Selektion, ihm wurde die Nummer 109432 eintätowiert und er wurde zur Zwangsarbeit in Auschwitz I eingeteilt. Da sie die Anordnungen nicht verstanden, wurden die Neuankömmlinge ständig geschlagen. Aufgrund der extremen Bedingungen und der ständigen Schläge überlebten von seiner Gruppe nur fünf Mann und die sollten vergast werden. Yaakov Maestro, ein Grieche, der Deutsch sprach, konnte sie retten, indem er auf ihre Fertigkeiten hinwies, die noch gebraucht würden. Es war eine Lüge und Ovadia wurde wieder geschlagen. Einmal versuchte er, Essen zu stehlen und wurde erwischt. Es folgten die schlimmsten Schläge seines Lebens. In seiner Muttersprache Ladino rief er verzweifelt aus: “Ho, Madre!” Dies hörte Aliza Sarfati, eine junge Frau aus Thessaloniki. Es war auch ihre Sprache. Der junge Mann verliebte sich in das junge Mädchen und drei Monate lange schrieben sie sich Briefe. Ovadia Baruch schrieb ihr in einer letzten Nachricht: „Wenn wir hier irgendwie rauskommen, werden wir heiraten.“
Im Zuge der Räumung des KZ Auschwitz Mitte Januar 1945 wurde der Grieche auf einen Todesmarsch geschickt, zunächst in das KZ Dachau, dann ins KZ Mauthausen, Gusen I, Gusen II und letztlich ins KZ Melk. Am 5. Mai 1945 wurde er von zwei US-Soldaten befreit und in ein Krankenhaus gebracht. Er erholte sich, kam zurück nach Mauthausen, wo sich griechische Überlebende sammelten, und konnte im Sommer 1945 nach Griechenland zurückkehren. Das Haus seiner Familie war ausgebombt. Gemeinsam mit anderen Überlebenden wohnte er vorübergehend in der Synagoge. Jeden Tag studierte er die Namenslisten der Rückkehrer und suchte einen Namen. Er fand Alizas Namen auf einer der Listen und wollte sie sofort heiraten, doch sie war sich nicht sicher, weil die Nazis an ihr in Auschwitz medizinische Experimente durchgeführt hatten, die sie unfruchtbar gemacht hatten. Ovadia ließ nicht locker, er akzeptierte auch ihre Bedingung, nach Palästina auszuwandern. Sie heirateten und gelangten auf einem Fischerboot nach Palästina. Sie kamen nach Hod haScharon und nach einiger Zeit wurde seine Frau – für alle überraschend – schwanger. Ein jüdischer Arzt hatte ihr in Auschwitz nur einen der Eierstöcke entfernt und war dafür mit dem Tod bestraft worden. Das Paar bekam einen Jungen, später auch noch ein Mädchen. Sie hatten fünf Enkelkinder und zumindest zwei Urenkel.
Aliza Baruch starb 1993.
Der Film „May Your Memory Be Love“ - The Story of Ovadia Baruch, auf Deutsch „Dir in Liebe gedenken“, war der erste Film des Projektes „Zeitzeugen und Pädagogik“, und entstand in Kooperation mit der International School for Holocaust Studies und dem Multimedia Center der Hebräischen Universität Jerusalem. Überlebende erzählen die Geschichte ihres Lebens vor, während und nach dem Holocaust. Die Filme wurden jeweils vor Ort an den Originalschauplätzen der Geschichte gedreht.